# El Talento del Bloque
El talento del bloque es el álbum de estudio debut del cantante puertorriqueño de reguetón Farruko. Fue publicado el 29 de junio de 2010 bajo Siente Music y distribuido por Universal Music Latino. Alcanzó la posición #50 en el Top Latin Albums y la posición #6 en el Latin Rhythm Albums.
Cuenta con las colaboraciones de  Cosculluela, Yaga & Mackie, Arcángel, Voltio, José Feliciano y Jadiel y con los sencillos «Su hija me gusta» con José Feliciano y «Nena fichú», el cual contó con una remezcla con Daddy Yankee.

## Lista de canciones
- Adaptado desde AllMusic.[1]

| N.º   | Título                                            | Productor(es)                                   | Duración |  |
| 1.    | «Intro»                                           | Echo · Ladkani                                  | 2:19     |  |
| 2.    | «Nena Fichu»                                      | Jumbo                                           | 3:28     |  |
| 3.    | «Ulala»                                           | Echo · Ladkani                                  | 3:39     |  |
| 4.    | «Ella no es fácil» (con Cosculluela)              | DJ Urba · Echo                                  | 3:51     |  |
| 5.    | «Casa de playa»                                   | Phantom · Li'l Wizard                           | 3:44     |  |
| 6.    | «Por miedo al amor» (con Yaga & Mackie)           | Alex Gárgolas · Duran The Coach · Li'l Wizard   | 3:43     |  |
| 7.    | «Web Cam»                                         | Li'l Wizard · Young Hollywood · Duran The Coach | 3:26     |  |
| 8.    | «Escuela superior»                                | Aneudy Maysonet                                 | 4:32     |  |
| 9.    | «Get Together»                                    | Yazid & Gaby "Los Metalicoz"                    | 3:34     |  |
| 10.   | «Muchacha bonita»                                 | Aneudy Maysonet                                 | 4:06     |  |
| 11.   | «Traime a tu amiga [sic]» (con Arcángel y Voltio) | Keko Musik · O'Neill                            | 4:16     |  |
| 12.   | «Su hija me gusta» (con José Feliciano)           | Aneudy Maysonet · Florence Torres · O'Neill     | 3:30     |  |
| 13.   | «Chulería en pote» (con Jadiel)                   | Jumbo · O'Neill                                 | 3:59     |  |
| 14.   | «Te iré a buscar»                                 | Li'l Wizard · O'Neill                           | 3:02     |  |
| 52:34 |                                                   |                                                 |          |  |

## Posicionamiento en listas
| Listas (2010)                        | Mejor posición |
| ------------------------------------ | -------------- |
| Estados Unidos (Top Latin Albums)    | 50             |
| Estados Unidos (Latin Rhythm Albums) | 6              |